# USS Fullam (DD-474)
USS Fullam (DD-474) là một tàu khu trục lớp Fletcher được Hải quân Hoa Kỳ chế tạo trong Chiến tranh Thế giới thứ hai. Nó là chiếc tàu chiến duy nhất của Hải quân Mỹ được đặt theo tên Chuẩn đô đốc William Fullam (1855-1926), người tham gia cuộc Chiến tranh Tây Ban Nha-Hoa Kỳ và Chiến tranh Thế giới thứ nhất. Ngừng hoạt động không lâu sau khi Thế Chiến II kết thúc, con tàu được đưa về lực lượng dự bị cho đến khi bị đánh chìm như một mục tiêu năm 1962. Nó được tặng thưởng bảy Ngôi sao Chiến trận trong Thế Chiến II.

## Thiết kế và chế tạo
Fullam được đặt lườn tại Xưởng hải quân Boston vào ngày 10 tháng 12 năm 1941. Nó được hạ thủy vào ngày 16 tháng 4 năm 1942; được đỡ đầu bởi cô Mariana F. Welch, cháu nội Đô đốc Fullam; và nhập biên chế vào ngày 2 tháng 3 năm 1943 dưới quyền chỉ huy của Hạm trưởng, Trung tá Hải quân H. C. Daniel.

## Lịch sử hoạt động
Fullam phục vụ một giai đoạn ngắn hộ tống vận tải ven biển tại vùng bờ Đông, rồi đi đến San Diego, California vào ngày 28 tháng 6 năm 1943. Sau một đợt huấn luyện tại khu vực quần đảo Hawaii, nó đi đến Efate, New Hebrides vào ngày 28 tháng 8, làm nhiệm vụ hộ tống và tuần tra tại khu vực quần đảo Solomon. Trong khi làm nhiệm vụ bảo vệ cho cuộc đổ bộ tên mũi Torokina từ ngày 1 tháng 11, chiếc tàu khu trục bảo vệ cho các tàu vận tải chuyên chở lực lượng tăng viện và tiếp liệu đến đảo Bougainville, cũng như bắn phá các cứ điểm đối phương tại khu vực vịnh Nữ hoàng Augusta vào ngày 25 tháng 1 năm 1944. Bốn ngày sau, nó hộ tống cho các tàu vận tải đi đến Vella Lavella, vận chuyển một lực lượng hỗn hợp lính trinh sát New Zealand và thủy thủ Hoa Kỳ, và đổ bộ lên đảo Green vào ngày 30 tháng 1; đội đổ bộ trở lại tàu đêm hôm đó. Cuộc đổ bộ chính của lực lượng New Zealand lên đảo Green diễn ra vào ngày 15 tháng 2, dưới sự bảo vệ của lực lượng đặc nhiệm của Fullam.
Trong ba tháng tiếp theo sau, Fullam tiếp tục nhiệm vụ tuần tra, hộ tống và bắn phá tại khu vực quần đảo Solomon, tham gia cuộc đổ bộ lên Emirau vào ngày 20 tháng 3. Sau khi được huấn luyện và bổ sung tại Port Purvis và Espiritu Santo, nó gia nhập Đệ Ngũ hạm đội cho cuộc chiếm đóng quần đảo Mariana. Chiếc tàu khu trục đi đến ngoài khơi Tinian vào ngày 12 tháng 6 để bắn phá Tinian và Saipan, vốn bắt đầu vào ngày hôm sau, và tiếp tục cho đến ngày đổ bộ 15 tháng 6. Được lệnh đi về phía Tây truy tìm một lực lượng đặc nhiệm đối phương đang di chuyển để ngăn chặn cuộc đổ bộ, nó gia nhập trở lại lực lượng đặc nhiệm tàu sân bay vào ngày 19 tháng 6, khi Trận chiến biển Philippine bắt đầu. Trong cuộc đụng độ kéo dài hai ngày này, nó tham gia hỏa lực phòng không, vốn phối hợp cùng máy bay tiêm kích từ tàu sân bay bắn rơi hầu hết máy bay của không lực Hải quân Đế quốc Nhật Bản. Hoàn tất những nhiệm vụ tại khu vực Mariana khi hộ tống các tàu tuần dương bắn phá Guam cũng như bắn phá những mục tiêu của chính nó, con tàu rời Mariana vào ngày 10 tháng 8 để quay về Eniwetok.
Sau một đợt huấn luyện tại Guadalcanal, Fullam khởi hành từ Port Purvis vào ngày 6 tháng 9 cho chiến dịch tấn công quần đảo Palau. Sáu ngày sau đó, nó mắc tai nạn va chạm với chiếc tàu vận chuyển cao tốc Noa (ADP-24); Noa bị đắm sáu giờ sau đó, còn Fullam bị hư hại nặng. Dù vậy, Fullam không những cứu vớt mọi người của Noa mà còn tiếp tục thực hiện nhiệm vụ bắn phá bờ biển và bắn phá quấy rối ban đêm, cũng như hỗ trợ cho hoạt động của các đội phá hoại dưới nước trong lúc tấn công lên Peleliu. Sau đó nó quay trở vể Manus để sửa chữa tạm thời, và quay về vùng bờ Tây để đại tu.
Fullam đi đến Trân Châu Cảng vào ngày 24 tháng 12 để huấn luyện, rồi lên đường làm nhiệm vụ cột mốc canh phòng ngoài khơi đảo Pagan, trước khi đi đến Saipan vào ngày 15 tháng 2 năm 1945. Tại đây nó gia nhập một đội đặc nhiệm được tập trung cho cuộc đổ bộ lên Iwo Jima, lên đường vào ngày 16 tháng 2 để phục vụ bảo vệ và bắn pháo hỗ trợ lên hòn đảo này, nơi trận chiến diễn ra căng thẳng cho đến ngày 28 tháng 2. Sau khi được tiếp liệu tại Leyte, nó lên đường vào ngày 27 tháng 3 trong thành phần bảo vệ một đội tàu sân bay hộ tống tham gia chiến dịch Okinawa.
Sau khi bảo vệ phòng không cho cuộc đổ bộ vào ngày 1 tháng 4, đội của Fullam bắt đầu các cuộc không kích liên tục xuống các sân bay tại Sakashima Clunto, nơi xuất phát các máy bay tấn công cảm tử Kamikaze. Đang khi cùng các tàu khu trục khác tháp tùng tàu sân bay hộ tống Sangamon (CVE-26) vào ngày 4 tháng 5, nó đã nổ súng vào một nhóm bốn máy bay tự sát tấn công chiếc tàu sân bay. Các tàu khu trục bảo vệ đã bắn rơi ba kẻ tấn công, nhưng chiếc thứ tư đã đâm xuống sàn đáp, khiến nhiều người bị hất xuống biển. Trong khi Sangamon dập lửa, các tàu khu trục đã vớt những người sống sót dưới nước.
Từ ngày 13 tháng 5, Fullam được phân công tuần tra chống tàu ngầm và cung cấp hỏa lực phòng không hỗ trợ ngoài khơi bãi Hagushi, cũng như bảo vệ phòng không cho các tàu dẫn đường chiến đấu và cột mốc radar cách xa hòn đảo. Nó rời Okinawa vào ngày 1 tháng 7 để hộ tống các tàu đổ bộ đi Guam, và bảo vệ một tàu sân bay hộ tống đi từ Guam đến Eniwetok. Chiếc tàu khu trục lại được phối thuộc cùng các tàu sân bay hoạt động tại phía Bắc Nhật Bản, rời Eniwetok vào ngày 11 tháng 8 để đi Adak, nhưng chỉ đến nơi sau khi cuộc xung đột kết thúc. Nó hoạt động hộ tống và tuần tra tại vùng biển quần đảo Aleut cho đến khi đi đến Xưởng hải quân Puget Sound vào ngày 13 tháng 11.
Fullam đi đến San Diego vào tháng 3 năm 1946, nơi nó được cho xuất biên chế vào ngày 15 tháng 1 năm 1947 và đưa về lực lượng dự bị. Tên nó được rút khỏi danh sách Đăng bạ Hải quân vào ngày 1 tháng 6 năm 1962, và lườn tàu bị đánh chìm như một mục tiêu vào ngày 7 tháng 7 năm 1962.

## Phần thưởng
Fullam được tặng thưởng bảy Ngôi sao Chiến trận do thành tích phục vụ trong Thế Chiến II.